# Partito Comunista del Tagikistan
Il Partito Comunista del Tagikistan (in tagico Ҳизби Кумунистии Тоҷикистон, Hizbi Kumunistii Tojikiston; in russo Коммунистическая партия Таджикистана, Kommunističeskaja partija Tadžikistana) è un partito politico tagico. È affiliato all'Unione dei Partiti Comunisti - Partito Comunista dell'Unione Sovietica.
Fondato nel 1992, si considera erede diretto dell'omonima formazione che costituì durante l'esistenza dell'Unione Sovietica la sezione repubblicana del PCUS nella RSS Tagika. Dopo il crollo dell'Unione Sovietica, Qahhor Mahkamov, presidente del Tagikistan e primo segretario del Partito comunista, stabilì la fine delle attività dei partiti politici e dei movimenti non registrati. Il Partito Comunista fu registrato dal Governo nel giugno 1991; il 4 settembre, la commissione centrale dichiarò l'indipendenza del partito dal PCUS. Il 21 settembre 1991, nel corso del suo XXII Congresso, il Partito Comunista del Tagikistan mutò denominazione in Partito Socialista del Tagikistan. Tuttavia, il 2 ottobre il Soviet Supremo del Tagikistan sospese le attività del partito. Nel gennaio 1992, il partito ripristinò la sua precedente denominazione e fu registrato il 17 marzo 1992. Shodi Shabdolov fu eletto primo segretario.
Alle elezioni parlamentari del 2005, il partito ha ricevuto il 13,97% dei voti popolari e 4 dei 63 seggi.

## Risultati
| Elezione          | Voti   | %    | Seggi  |
| ----------------- | ------ | ---- | ------ |
| Parlamentari 2015 | 87.112 | 2,39 | 2 / 63 |

| Elezione           | Candidato       | Voti    | %    | Esito         |
| ------------------ | --------------- | ------- | ---- | ------------- |
| Presidenziali 2013 | Ismail Talbakov | 184.653 | 4,93 | ❌ Non eletto |